# Staphyliniformia
Staphyliniformia (vernáculo: estafiliniformes) é uma grande infraordem de insectos coleópteros, que contém cerca de 60 mil espécies que ocorrem em todo o mundo. A maioria das espécies ocorre em habitats húmidos, vários tipos de restos vegetais, fungos, esterco, carniça e muitas vivem em água doce.

## Descrição
A maioria dos estafiliniformes tem um corpo pequeno a médio. É um grupo diverso com poucas claras apomorfias. Têm primitivamente antenas com 11 segmentos, um pescoço estreito relativamente bem espaçado dos olhos. O pronoto possui uma borda lateral grande e bem definida. As patas das larvas possuem 5 segmentos e o 10º segmento abdominal possui muitas vezes espinhos ou ganchos. Os urogomphi (cornos na ponta posterior do abdómen das larvas e pupas) possuem articulação basal.

## Sistemática e evolução
Os estafiliniformes pertencem à subordem Polyphaga e normalmente é colocada ao nível de infraordem ou série. Contém 3 superfamílias:
- Histeroidea
- Hydrophiloidea
- Staphylinoidea

Alguns estudos recentes também incluem a superfamília Scarabaeoidea (infraordem Scarabaeiformia), fomando a denominada linhagem hidrofilóide. Uma relação de grupo-irmão entre Hydrophiloidea e Histeroidea tem um apoio forte.
Registos fósseis não ambíguos datam do Triássico, e uma origem cedo no Mesozóico é provável.